# Poeciloneta ancora
Poeciloneta ancora là một loài nhện trong họ Linyphiidae.
Loài này thuộc chi Poeciloneta. Poeciloneta ancora được miêu tả năm 2008 bởi Zhai & Zhu.